# Obwód Lezha
Obwód Lezha (alb. qarku i Lezhës) – jeden z dwunastu obwodów w Albanii.
W skład obwodu wchodzą okręgi: Kurbin, Lezha i Mirdita. Stolicą obwodu jest Lezha.
W 2011 roku według spisu ludności w obwodzie zamieszkiwało 134 027 mieszkańców. Wśród nich było 86,90% Albańczyków, 0,03% Greków, 0,01% Macedończyków, 0,01% Arumunów, 0,14% Romów, 0,18% Egipcjan, 11,43% ludności nie udzieliło odpowiedzi. Muzułmanie stanowili 14,81%, bektaszyci 0,13%, katolicy 72,38%, ewangelicy 0,06%, prawosławni 0,25%, ateiści 0,13%; odpowiedzi nie udzieliło 8% ludności.